# Omoritmia

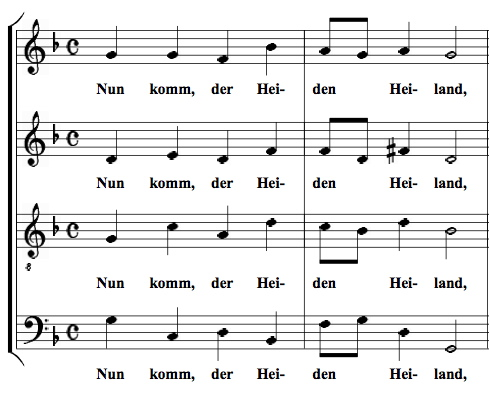
Esempio di omoritmia (L. Osiander, corale Nun komm der Heiden Heiland, circa 1580)

Omoritmia è un termine della teoria musicale che denota, in un brano polifonico, il fatto che tutte le voci procedono simultaneamente con gli stessi valori ritmici, pur con melodie diverse.
Si tratta della forma più elementare di contrappunto (l'espressione punctum contra punctum denotava nel Medioevo proprio la composizione omoritmica): la si ritrova in alcuni degli esempi più antichi di polifonia (organum, conductus), e nei secoli successivi è la tecnica prevalente nelle composizioni polifoniche di carattere popolaresco (villanelle) o destinate a cantanti non professionisti (come le laude e le armonizzazioni dei corali luterani o calvinisti).
Tuttavia, anche composizioni con una struttura contrappuntistica più complessa (come mottetti, chansons o madrigali) possono presentare sezioni omoritmiche, volte a creare un effetto di contrasto  e mettere in particolare evidenza le parole del testo.